# GAC GS3
GAC GS3 — субкомпактный кроссовер, выпускаемый компанией GAC Group под брендом Trumpchi с 2017 года.

## Первое поколение
Автомобиль GAC GS3 впервые был представлен в 2017 году в Чэнду и в Детройте в 2018 году. Позднее автомобиль был представлен на китайском рынке по ценам от 73800 до 116800 юаней.

За всю историю производства автомобиль оснащается 1,3-литровым двигателем внутреннего сгорания с турбонаддувом мощностью 137 л. с. и 1,5-литровым двигателем внутреннего сгорания мощностью 114 л. с. На Филиппинах автомобиль продаётся с октября 2019 года, а с декабря 2021 года автомобиль продаётся в Малайзии. Планировались поставки и в Россию, однако они не были осуществлены.

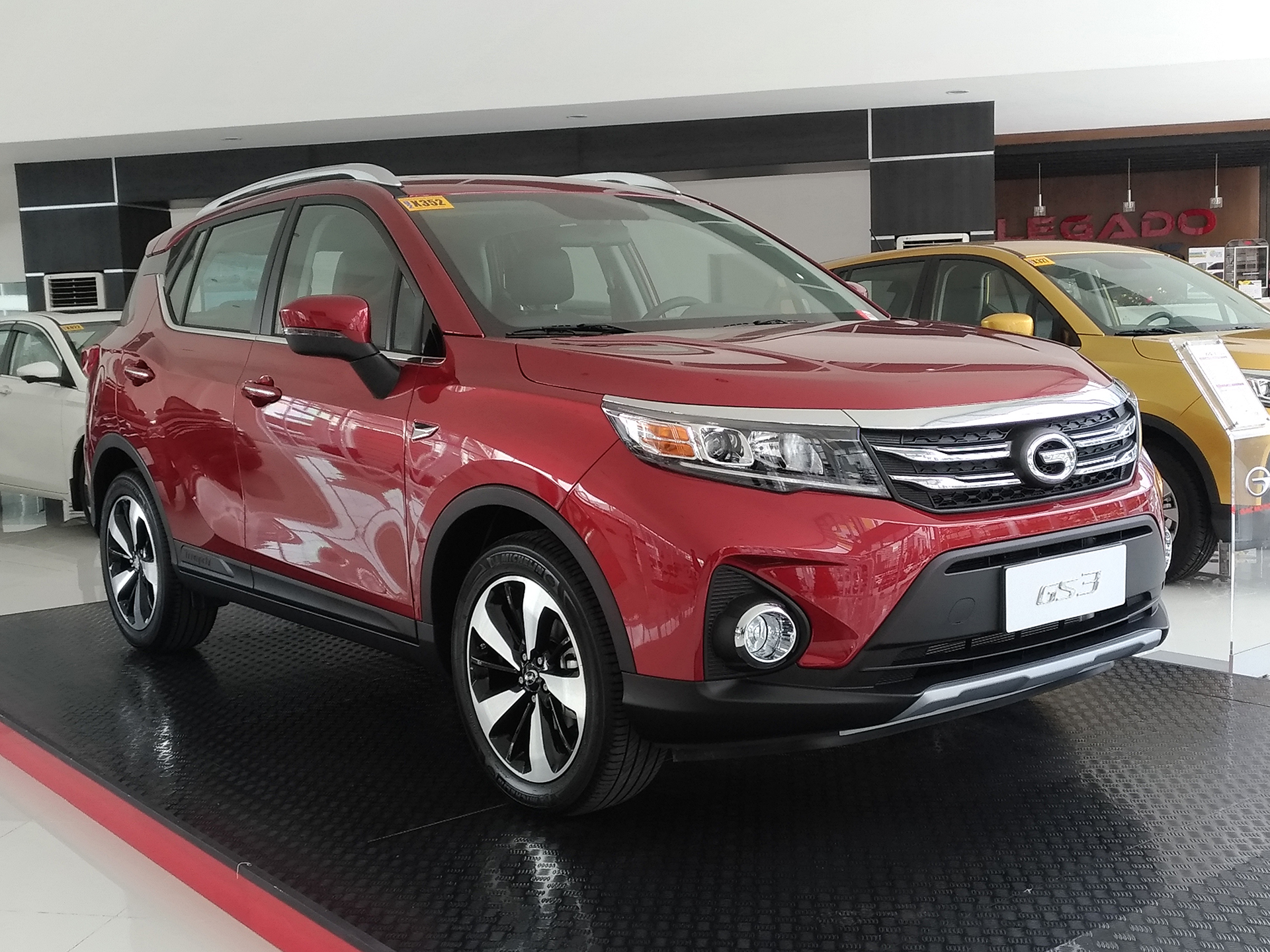
GAC GS3 200T
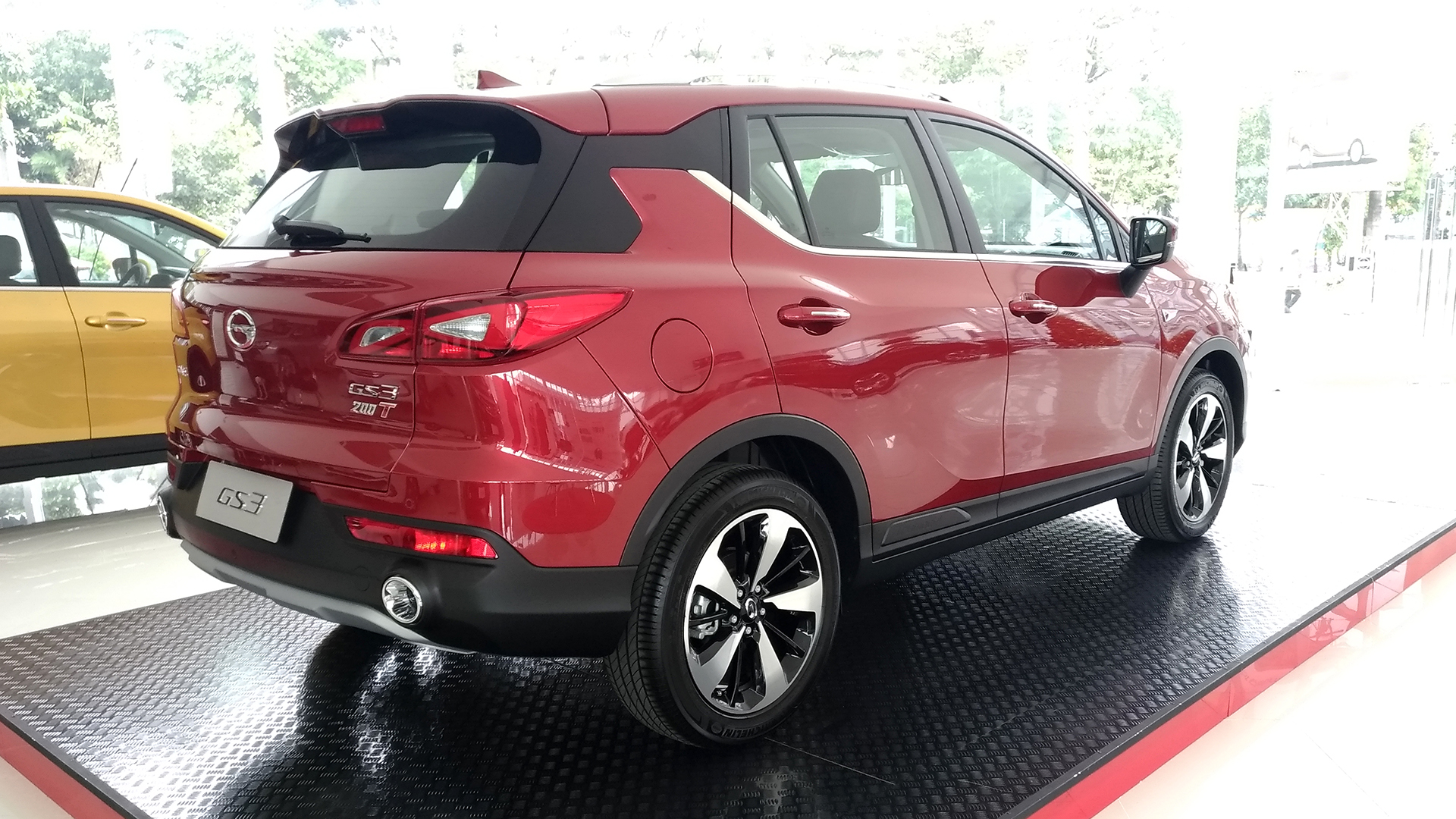
Вид сзади
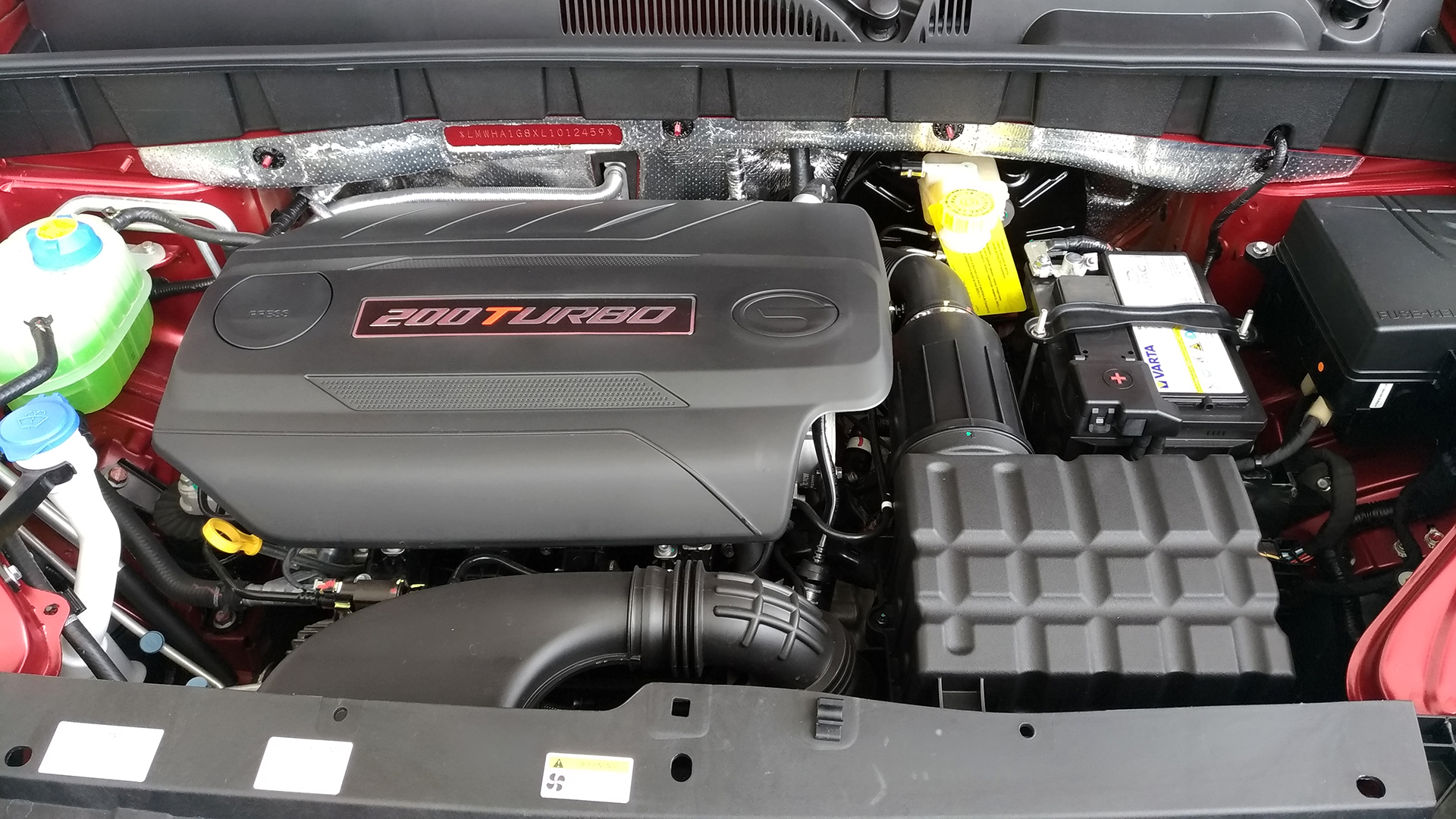
Моторный отсек
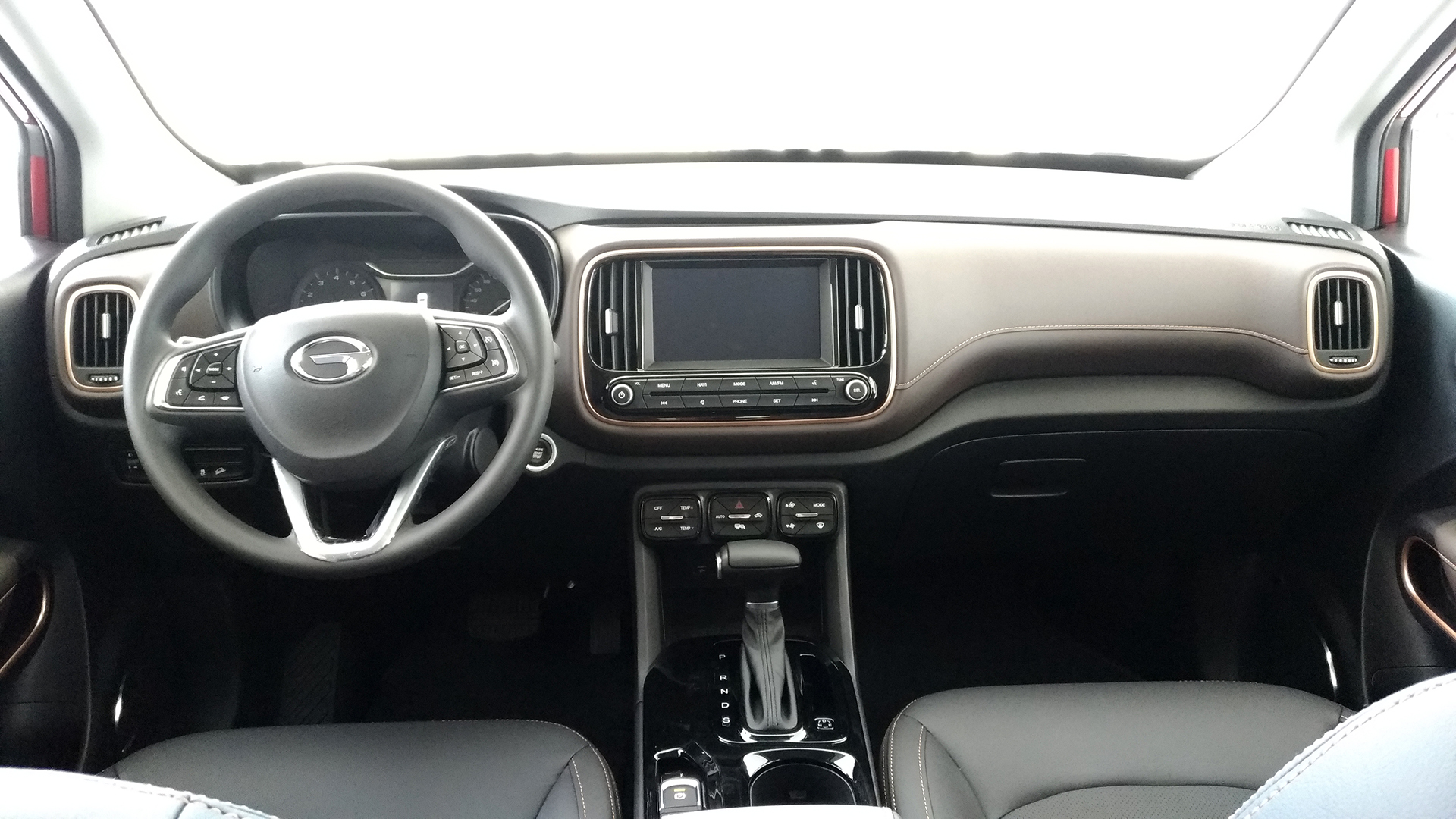
Место водителя

### Trumpchi GS3 Power
В 2021 году автомобиль прошёл рестайлинг и стал называться Trumpchi GS3 Power. Он оснащён 1,5-литровым рядным двигателем внутреннего сгорания PFI с турбонаддувом мощностью 150 л. с. при 5500 об/мин и крутящим моментом 226 Н⋅м при 1500—4000 об/мин. Имеются и другие двигатели.

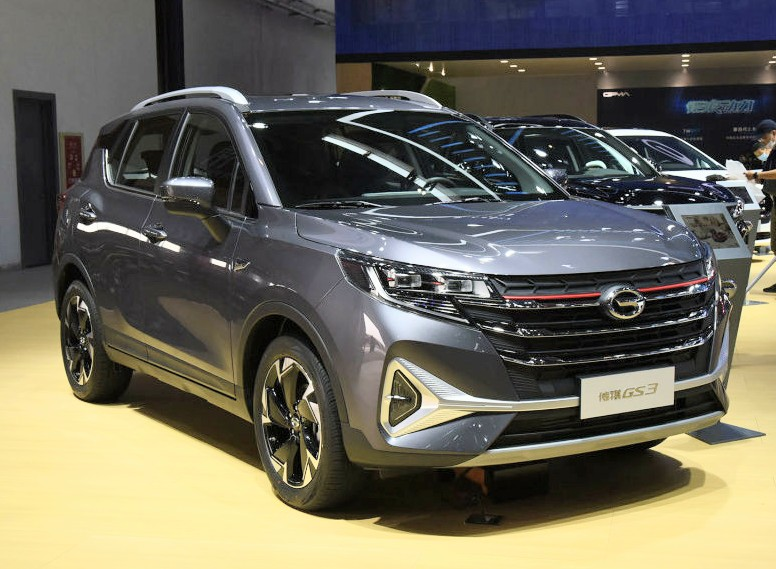
Trumpchi GS3 Power
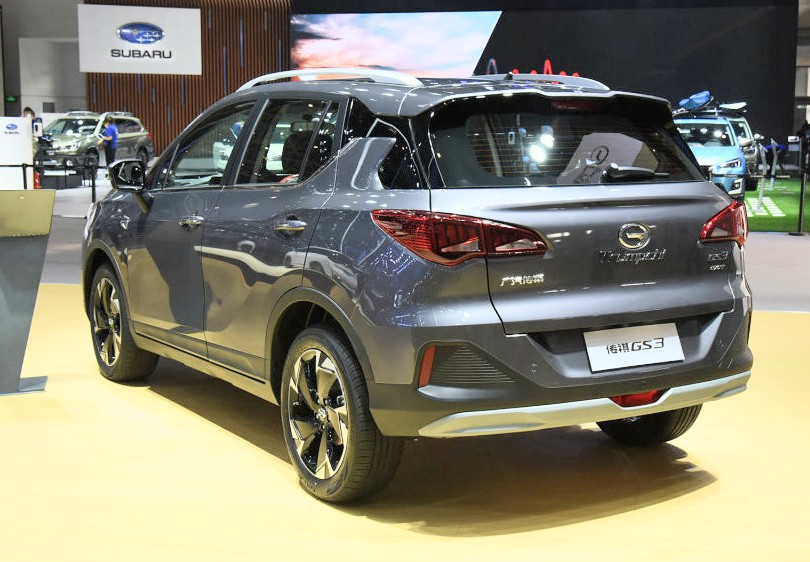
Вид сзади

## Второе поколение
Второе поколение Trumpchi GS3 было представлено в Китае 20 февраля 2023 года с дополнительным китайским названием Yingsu (影速). Автомобиль оснащён 1,5-литровым турбодвигателем мощностью 177 л. с. в паре с семиступенчатой трансмиссией с двумя сцеплениями.

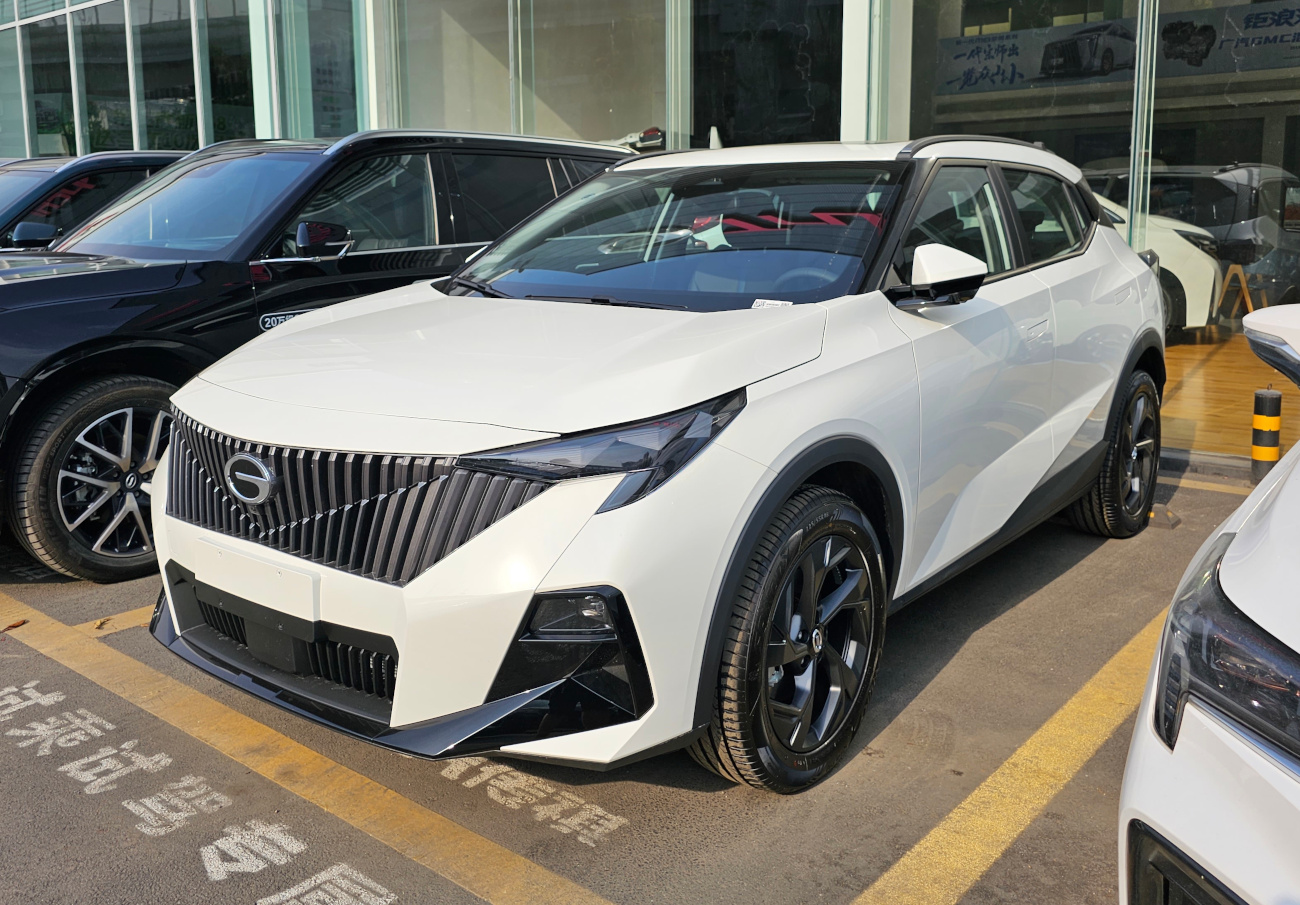
Вид спереди
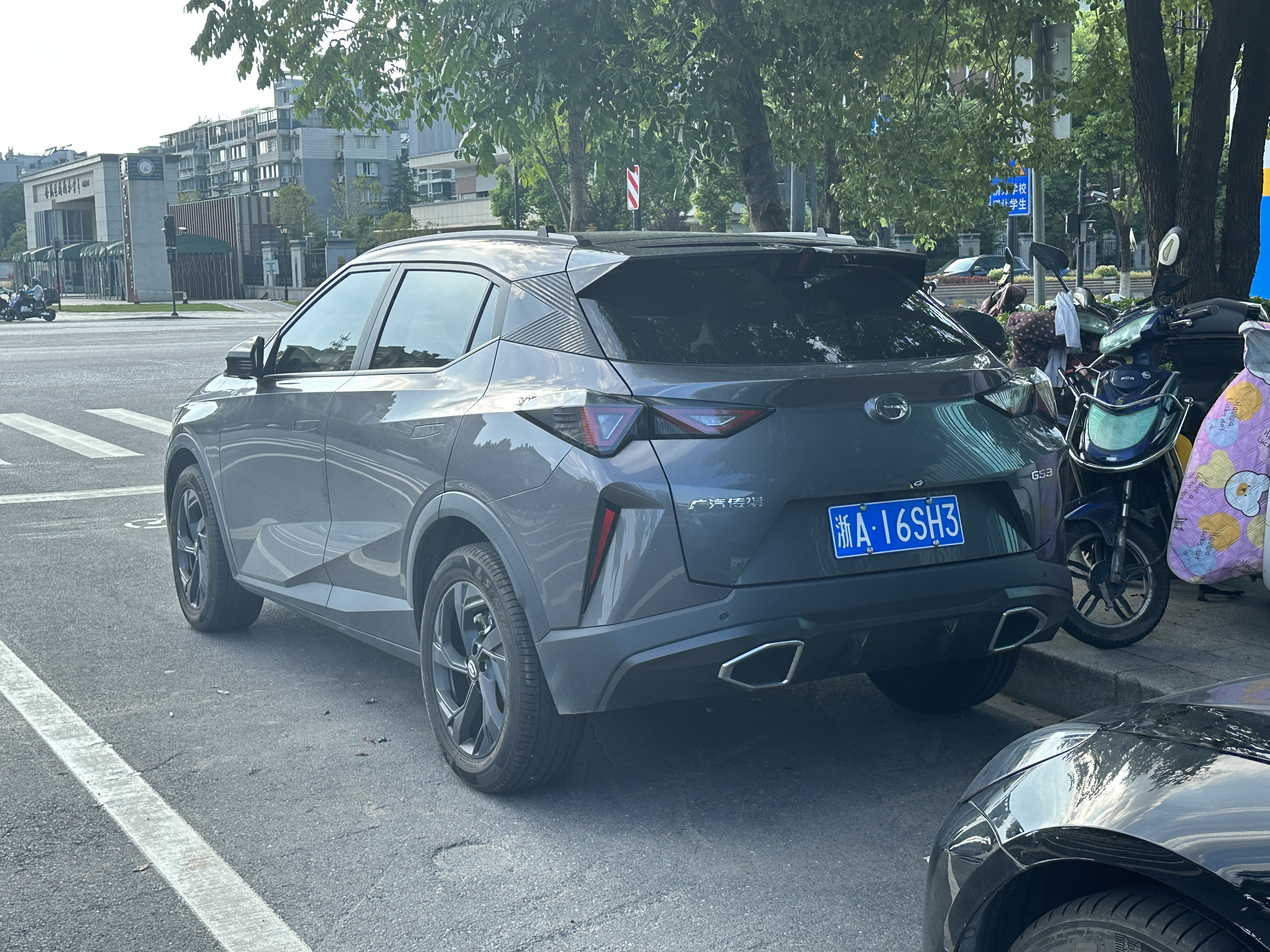
Вид сзади
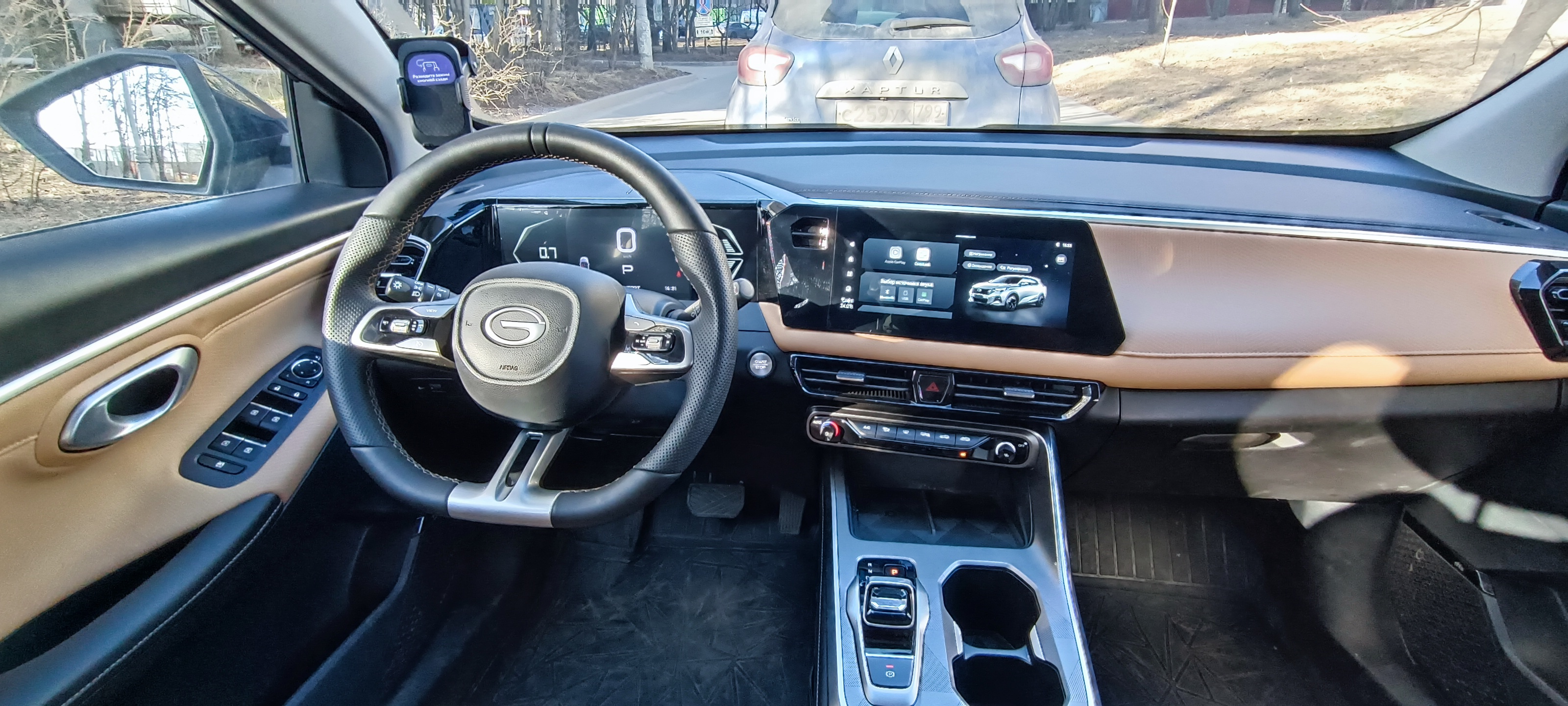
Место водителя

## На рынке России
На российском рынке модель появилась в июне 2024 года, в виде уже второго поколения модели, в первом поколении в России автомобиль никогда не продавался. В российской линейке модель GS3 формально сменила более крупную модель GS5, которую в мае 2024 года исключили из гаммы. Автомобиль предлагается в пяти комплектациях: GS, GB, GL и «спортивные исполнения» GB-R и GL-R, по цене от 2 млн 299 тыс. рублей до 2 млн 649 тыс. рублей. Модель вошла в высококонкурентную нишу, занимаемую автомобилями Москвич 3, Haval Jolion и Geely Coolray.